# Il cervo e il tripode
Il cervo e il tripode (鹿鼎記T, 鹿鼎记S, lù dǐng jìP) o Il duca del Monte Cervo è l'ultimo romanzo wuxia scritto da Jin Yong.
Il romanzo fu pubblicato inizialmente come romanzo a puntate, uscito la prima volta il 24 ottobre 1969 sul giornale Ming Pao di Hong Kong. La pubblicazione continuò per due anni e undici mesi, fino al 23 settembre 1972.
La scelta del titolo del romanzo, (letteralmente Racconto del cervo e del tripode) è spiegata da una scena nel primo capitolo, una conversazione tra uno studioso e il suo giovane figlio.